# Marina (San Diego)
El Distrito de la Marina es un barrio en el sureste del centro de San Diego, California, Estados Unidos

## Geografía

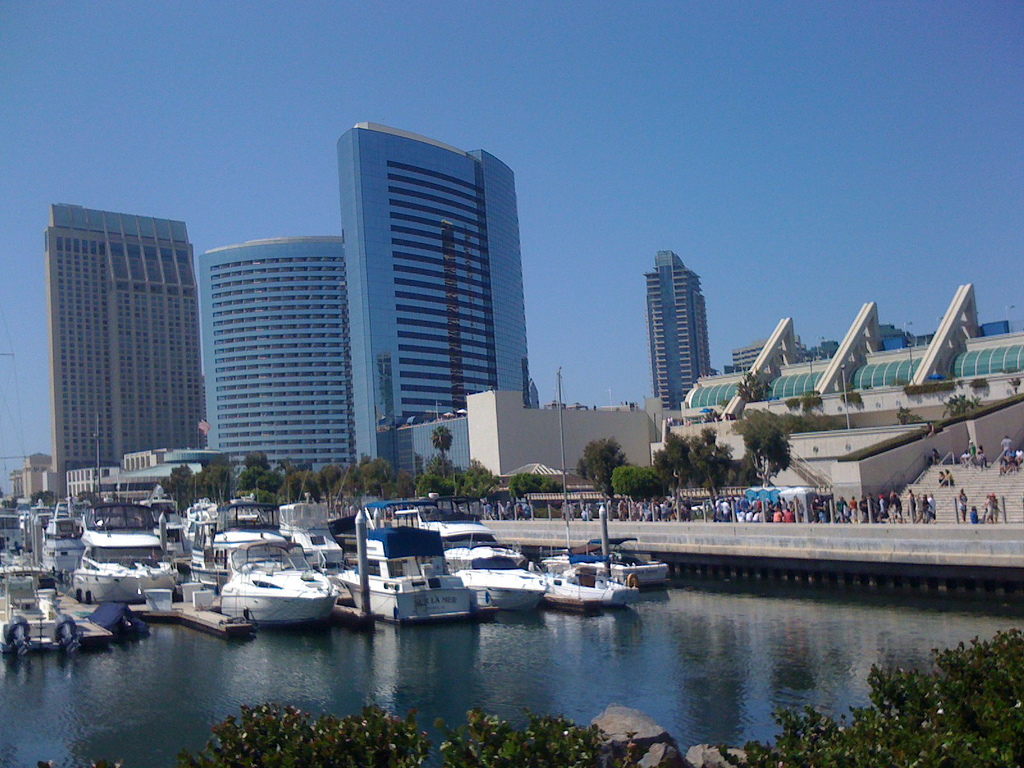
Marina de San Diego, al fondo con los Hoteles Mariott y el centro de Convenciones.

El distrito está rodeado al norte por el distrito Colombia, y al este/sur-este por el Gaslamp Quarter y está bordeado al suroeste por la Marina de San Diego.
Este distrito estaba lleno de almacenes y terrenos baldíos, pero ahora esta lleno de varios hoteles de varios pisos, apartamentos, condominios, hospitales, tiendas y oficinas. Seaport Village y el Centro de Convenciones de San Diego están localizados en este barrio.

## Véase también

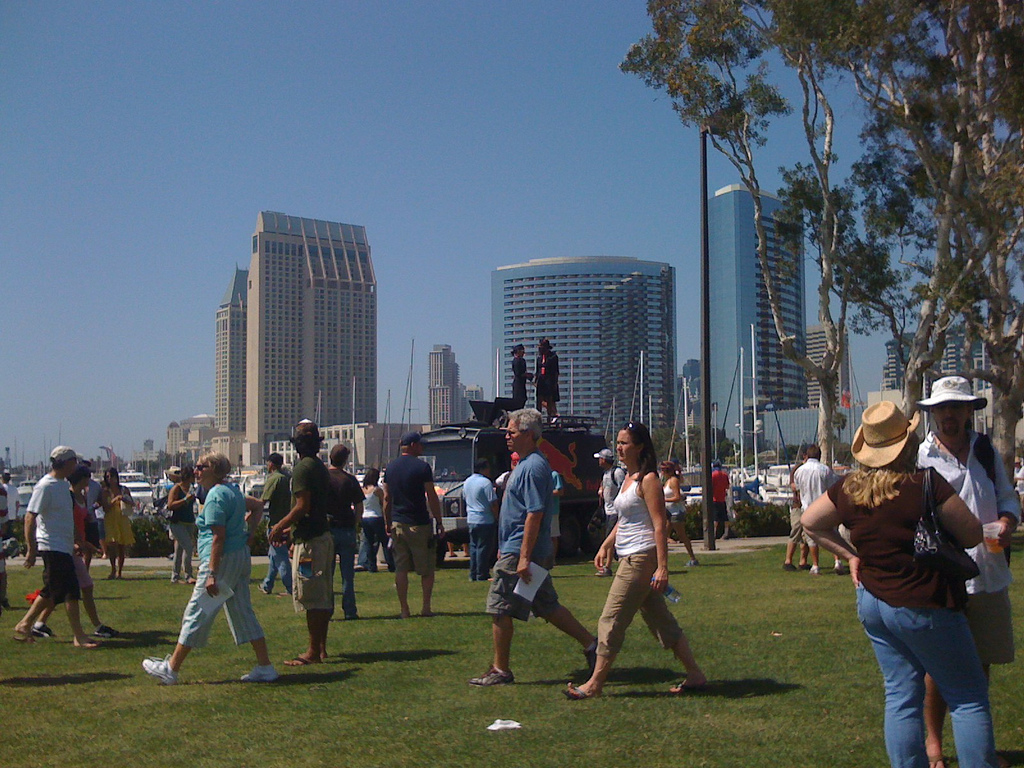
Campeonato Aéreo de Red Bull en San Diego, al fondo con el Grand Hyatt y los Hoteles Mariott.